# Vương Tam Vận
Vương Tam Vận (tiếng Trung: 王三运; sinh tháng 12 năm 1952) là cựu chính khách nước Cộng hòa Nhân dân Trung Hoa. Ông bắt đầu sự nghiệp chính trị của mình ở tỉnh Quý Châu, trước khi phục vụ tại các tỉnh Tứ Xuyên, Phúc Kiến và An Huy. Tháng 1 năm 2008, ông nhậm chức Tỉnh trưởng Chính phủ Nhân dân tỉnh An Huy. Tháng 12 năm 2011, ông được bổ nhiệm làm Bí thư Tỉnh ủy tỉnh Cam Túc và sau đó được bầu kiêm nhiệm chức vụ Chủ nhiệm Ủy ban Thường vụ Đại hội đại biểu nhân dân tỉnh Cam Túc.
Ngày 27 tháng 4 năm 2017, Vương Tam Vận được điều về Bắc Kinh làm Phó Chủ nhiệm Ủy ban Khoa học, Văn hóa, Giáo dục và Y tế của Nhân đại toàn quốc Trung Quốc. Ngày 11 tháng 7 năm 2017, vừa tròn 75 ngày thì Vương Tam Vận bị giam lỏng, bị điều tra vì vi phạm kỷ luật. Ngày 22 tháng 9 năm 2017, ông bị khai trừ khỏi Đảng Cộng sản Trung Quốc vì các hành vi vi phạm nghiêm trọng kỷ luật, trong đó có nhận hối lộ.

## Tiểu sử

### Thân thế
Vương Tam Vận là người Hán sinh tháng 12 năm 1952, quê quán trấn Thì Lâu, huyện Thiện, tỉnh Sơn Đông nhưng sinh ra và lớn lên ở huyện Chức Kim, tỉnh Quý Châu.

### Giáo dục
Tháng 8 năm 1974 đến tháng 9 năm 1977, Vương Tam Vận theo học chuyên ngành văn học ngôn ngữ Hán khoa tiếng Trung Quốc tại Học viện Sư phạm Quý Dương nay thuộc Đại học Sư phạm Quý Châu.
Tháng 9 năm 1998 đến tháng 7 năm 2001, ông theo học chuyên ngành chính trị học lớp nghiên cứu sinh tại chức cán bộ cấp tỉnh bộ, Học viện Hàm thụ ở Trường Đảng Trung ương Đảng Cộng sản Trung Quốc.

### Sự nghiệp
Tháng 12 năm 1968, Vương Tam Vận tham gia công tác là thanh niên trí thức lao động tại công xã Khỉ Dương, huyện Chức Kim, tỉnh Quý Châu. Sau đó, ông về làm giáo viên trường Trung học số 1 thuộc huyện Chức Kim.
Tháng 9 năm 1977, sau khi tốt nghiệp Học viện Sư phạm Quý Dương, Vương Tam Vận ở lại làm nhân viên công tác Văn phòng Đảng Học viện Sư phạm Quý Dương tỉnh Quý Châu. Tháng 7 năm 1979, ông gia nhập Đảng Cộng sản Trung Quốc.
Tháng 5 năm 1983, Vương Tam Vận chính thức bước vào nghiệp chính trị làm thư ký cho Ban Tổ chức Tỉnh ủy Quý Châu. Tháng 8 năm 1984, ông được luân chuyển làm Phó Bí thư Khu ủy Khu Vân Nham, thành phố Quý Dương. Tháng 12 năm 1987, ông được bổ nhiệm giữ chức Bí thư Khu ủy Khu Vân Nham thuộc thành phố Quý Dương, tỉnh Quý Châu. Tháng 2 năm 1990, ông được bổ nhiệm làm Ủy viên Ban Thường vụ Thành ủy Quý Dương, Bí thư Khu ủy Khu Vân Nham. Tháng 7 năm 1990, Vương Tam Vận chuyển sang hoạt động trong tổ chức Đoàn Thanh niên Cộng sản tỉnh Quý Châu được bổ nhiệm giữ chức vụ Bí thư Đoàn Thanh niên Cộng sản Tỉnh ủy Quý Châu. Tháng 12 năm 1992, ông được luân chuyển làm Bí thư Thành ủy thành phố Lục Bàn Thủy, tỉnh Quý Châu. Tháng 9 năm 1995, ông về làm Bí thư Thành ủy Quý Dương, thành phố tỉnh lỵ tỉnh Quý Châu. Tháng 10 năm 1995, ở tuổi 43, Vương Tam Vận được bổ nhiệm giữ chức Ủy viên Ban Thường vụ Tỉnh ủy Quý Châu, Bí thư Thành ủy Quý Dương. Tháng 10 năm 1998, ông được bổ nhiệm làm Phó Bí thư Tỉnh ủy tỉnh Quý Châu.
Tháng 7 năm 2001, ông được luân chuyển làm Phó Bí thư Tỉnh ủy Tứ Xuyên. Tháng 10 năm 2002, ông chuyển sang giữ chức Phó Bí thư Tỉnh ủy Phúc Kiến. Ngày 14 tháng 11 năm 2002, tại phiên bế mạc của Đại hội Đảng Cộng sản Trung Quốc lần thứ 16, Vương Tam Vận được bầu làm Ủy viên dự khuyết Ban Chấp hành Trung ương Đảng Cộng sản Trung Quốc khóa 16.
Ngày 21 tháng 10 năm 2007, tại phiên bế mạc của Đại hội Đảng Cộng sản Trung Quốc lần thứ 17, ông được bầu lại là Ủy viên dự khuyết Ban Chấp hành Trung ương Đảng Cộng sản Trung Quốc khóa 17. Tháng 11 năm 2007, Vương Tam Vận được bổ nhiệm làm Phó Bí thư Tỉnh ủy An Huy. Tháng 12 năm 2007, ông được cử làm Phó Bí thư Tỉnh ủy, Phó Tỉnh trưởng Chính phủ nhân dân tỉnh An Huy đồng thời tạm quyền Tỉnh trưởng tỉnh An Huy. Ngày 31 tháng 1 năm 2008, ông chính thức được bầu giữ chức vụ Tỉnh trưởng tỉnh An Huy.
Tháng 12 năm 2011, Vương Tam Vận được bổ nhiệm làm Bí thư Tỉnh ủy Cam Túc. Tháng 1 năm 2012, ông được bầu kiêm nhiệm chức vụ Chủ nhiệm Ủy ban Thường vụ Đại hội đại biểu nhân dân tỉnh Cam Túc. Ngày 14 tháng 11 năm 2012, tại Đại hội Đảng Cộng sản Trung Quốc lần thứ 18, ông được bầu làm Ủy viên chính thức Ban Chấp hành Trung ương Đảng Cộng sản Trung Quốc khóa XVIII.
Ngày 1 tháng 4 năm 2017, Vương Tam Vận được miễn nhiệm chức vụ Bí thư Tỉnh ủy Cam Túc. Ngày 27 tháng 4 năm 2017, Hội nghị lần thứ 27 của Ủy ban Thường vụ Đại hội Đại biểu Nhân dân Toàn quốc Cộng hòa Nhân dân Trung Hoa khóa XII nhiệm kỳ 2013 đến năm 2018 biểu quyết thông qua bổ nhiệm Vương Tam Vận làm Phó Chủ nhiệm Ủy ban Khoa học, Văn hóa, Giáo dục và Y tế của Đại hội đại biểu Nhân dân toàn quốc (Quốc hội Trung Quốc).

## Vi phạm kỷ luật nghiêm trọng
Từ ngày 8 tháng 11 năm 2016 đến 6 tháng 1 năm 2017, tổ thanh tra số 3 thuộc Trung ương tiến hành tái thanh tra tỉnh ủy Cam Túc. Ngày 11 tháng 1 năm 2017, Ngu Hải Yến, Ủy viên Ban Thường vụ Tỉnh ủy, Phó Tỉnh trưởng thường trực tỉnh Cam Túc đã bị điều tra; bị khai trừ đảng và cách chức, chuyển cơ quan tư pháp xử lý vì tội tham nhũng. Sau khi Ngu Hải Yến "ngã ngựa", mấy chục cán bộ cấp sở đã bị điều tra, có người nhảy sông tự tử gây chấn động dư luận.
Ba tháng sau khi cuộc tái thanh tra kết thúc, tháng 4 năm 2017, Vương Tam Vận được điều chuyển từ Cam Túc về Bắc Kinh giữ chức vụ Phó Chủ nhiệm Ủy ban Khoa học, Văn hóa, Y tế của Đại hội đại biểu Nhân dân toàn quốc (Quốc hội Trung Quốc).
Ngày 11 tháng 7 năm 2017, Vương Tam Vận bị Ủy ban Kiểm tra Kỷ luật Trung ương Trung Quốc thông báo điều tra. Ngày 22 tháng 9 năm 2017, Ủy ban Kiểm tra Kỷ luật Trung ương Đảng Cộng sản Trung Quốc cho biết, nguyên Phó Chủ nhiệm Ủy ban Giáo dục, Khoa học, Văn hóa và Y tế Quốc hội khóa 12 Vương Tam Vận đã bị khai trừ khỏi Đảng Cộng sản Trung Quốc, bãi miễn tư cách đại biểu Đại hội 18 vì các hành vi vi phạm nghiêm trọng kỷ luật, trong đó có nhận hối lộ.